# Иру
И́ру (ест. Õru alevik) — селище в Естонії, у волості Валґа повіту Валґамаа.

## Населення
Чисельність населення на 31 грудня 2011 року становила 178 осіб.

## Історія
До 22 жовтня 2017 року селище входило до складу волості Иру й було її адміністративним центром.